# Microgobius
Microgobius is een geslacht van straalvinnige vissen uit de familie van grondels (Gobiidae). Het geslacht is voor het eerst wetenschappelijk beschreven in 1876 door Poey.

## Soorten
De volgende soorten zijn bij het geslacht ingedeeld:
- Microgobius brevispinis (Ginsburg, 1939)
- Microgobius carri (Fowler, 1945)
- Microgobius crocatus (Birdsong, 1968)
- Microgobius curtus (Ginsburg, 1939)
- Microgobius cyclolepis (Gilbert, 1890)
- Microgobius emblematicus (Jordan & Gilbert, 1882)
- Microgobius erectus (Ginsburg, 1938)
- Microgobius gulosus (Girard, 1858)
- Microgobius meeki (Evermann & Marsh, 1899)
- Microgobius microlepis (Longley & Hildebrand, 1940)
- Microgobius miraflorensis (Gilbert & Starks, 1904)
- Microgobius signatus (Poey, 1876)
- Microgobius tabogensis (Meek & Hildebrand, 1928)
- Microgobius thalassinus (Jordan & Gilbert, 1883)